# Sette ragazze di classe
Sette ragazze di classe è un film del 1979 diretto da Pedro Lazaga alla sua ultima regia. Il lungometraggio è una coproduzione italo-spagnola.

## Trama
Sette ragazze giovani e belle decidono di risolvere i propri problemi esistenziali seducendo in modo spietato e senza scrupoli uomini che appartengono all'élite locale.

## Produzione
Alcune scene del lungometraggio furono girate sulla costiera amalfitana e nel comune di Amalfi.

## Distribuzione
Il film fu distribuito inizialmente nel 1979 con il divieto per i minori di 18 anni successivamente ridotto a 14.
Per il mercato statunitense il film fu distribuito con il titolo Love Games.